# Vinine (Neum, BiH)
Vinine su naseljeno mjesto u općini Neum, Federacija BiH, BiH.

## Stanovništvo

### 1991.
Nacionalni sastav stanovništva 1991. godine, bio je sljedeći:
ukupno: 98
- Hrvati - 98

### 2013.
Nacionalni sastav stanovništva 2013. godine, bio je sljedeći:
ukupno: 49
- Hrvati - 48
- ostali, neopredijeljeni i nepoznato - 1

## Znamenitosti

### Sakralni objekti
- groblje sv. Martina
- groblje Toplica

### Nekropola Lokva (Toplica)
Na lokalitetu uz katoličko groblje približnih dimenzija 50×35 m, nalazište je 84 stećka od kojih su 32 ploče, 40 sanduka i 12 sljemenjaka. Orijentirani po liniji zapad - istok te poredani u redove okomito na tu liniju. Dosta dobro su obrađeni i očuvani. U samome groblju nalazi se u 8 stećaka, a manji dio ih je u okolnim ogradnim zidovima. Na istočnoj strani nekropole nalazi se ozidan otvoreni bunar za napajanje stoke, lokalnog naziva Lokva. Ukrašena su 22 stećka, i to plastičnim vrpcama, frizovima i arkadama sa šiljastim lukovima, tordiranim stupovima i lukovima te figuralnim scenama (kolo s kolovođom na jelenu). Kao i ostale nekropole na području Gornjeg Hrasna (Međugorje u Glumini te Podgradinje u Gornjem Hrasnu), i ova je nekropola datirana pretežno u 15. stoljeće.

## Vanjske poveznice
- Satelitska snimka  Arhivirana inačica izvorne stranice od 10. ožujka 2021. (Wayback Machine)